# پایگاه نیروی هوایی اووربرگ
پایگاه نیروی هوایی اووربرگ (به انگلیسی: AFB Overberg) (به زبان بومی: Air Force Base Overberg) یک فرودگاه نظامی با کد یاتا OVG است که یک باند فرود آسفالت دارد و طول باند آن ۲۱۱۱ متر است. این فرودگاه در کشور آفریقای جنوبی قرار دارد.